# Armando Migliari
Armando Migliari, né à Frosinone le 29 avril 1889 et mort à Rome le 15 juin 1976 est un acteur italien.
Il est apparu dans 103 films entre 1914 et 1965. 

## Filmographie partielle
- 1936 : La damigella di Bard de Mario Mattoli
- 1937 : Gli ultimi giorni di Pompeo de Mario Mattoli
- 1937 : Questi ragazzi de Mario Mattoli
- 1938 : L'ha fatto una signora de Mario Mattoli
- 1938 : L'amor mio non muore! de Giuseppe Amato
- 1938 : Jeanne Doré de Mario Bonnard
- 1939 : Ai vostri ordini, signora de Mario Mattoli
- 1942 : La Folle Aventure de Macario ( Imputato alzatevi!) de Mario Mattoli
- 1942 : Lèvres closes (Labbra serrate) de Mario Mattoli
- 1942 : Eravamo sette vedove de Mario Mattoli
- 1940 : Madeleine, zéro de conduite ( Maddalena… zero in condotta) de Vittorio De Sica
- 1940 : Antonio Meucci d'Enrico Guazzoni
- 1940 : La danza dei milioni de Camillo Mastrocinque
- 1942 : Quatre Pas dans les nuages (Quattro passi tra le nuvole) d'Alessandro Blasetti
- 1942 : Un garibaldien au couvent (Un garibaldino al convento) de Vittorio De Sica
- 1942 : Le Roman d'un jeune homme pauvre (Romanzo di un giovane povero) de Guido Brignone
- 1942 : Signorinette de Luigi Zampa
- 1943 : Une nuit avec toi (Fuga a due voci) de Carlo Ludovico Bragaglia
- 1943 : Giacomo l'idealista (en français : Jacques l'idéaliste) d'Alberto Lattuada
- 1947 : L'Honorable Angelina (L'onorevole Angelina) de Luigi Zampa
- 1948 : L'Homme au gant gris (L'uomo dal guanto grigio) de Camillo Mastrocinque
- 1949 : Totò le Moko de Carlo Ludovico Bragaglia
- 1950 : Demain il sera trop tard (Domani è troppo tardi) de Léonide Moguy
- 1950 : J'étais une pécheresse (Ho sognato il paradiso) de Giorgio Pàstina
- 1950 : La taverna della libertà de Maurice Cam
- 1952 : Le Petit Monde de don Camillo (Don Camillo)  de Julien Duvivier
- 1952 : Totò en couleurs (Totò a colori) de Steno
- 1965 : Don Camillo en Russie  (Il compagno don Camillo) de Luigi Comencini